# Laphria furva
Laphria furva là một loài ruồi trong họ Asilidae. Laphria furva được Wulp miêu tả năm 1898. Loài này phân bố ở miền Ấn Độ - Mã Lai.